# Friedenskonferenz von 1861

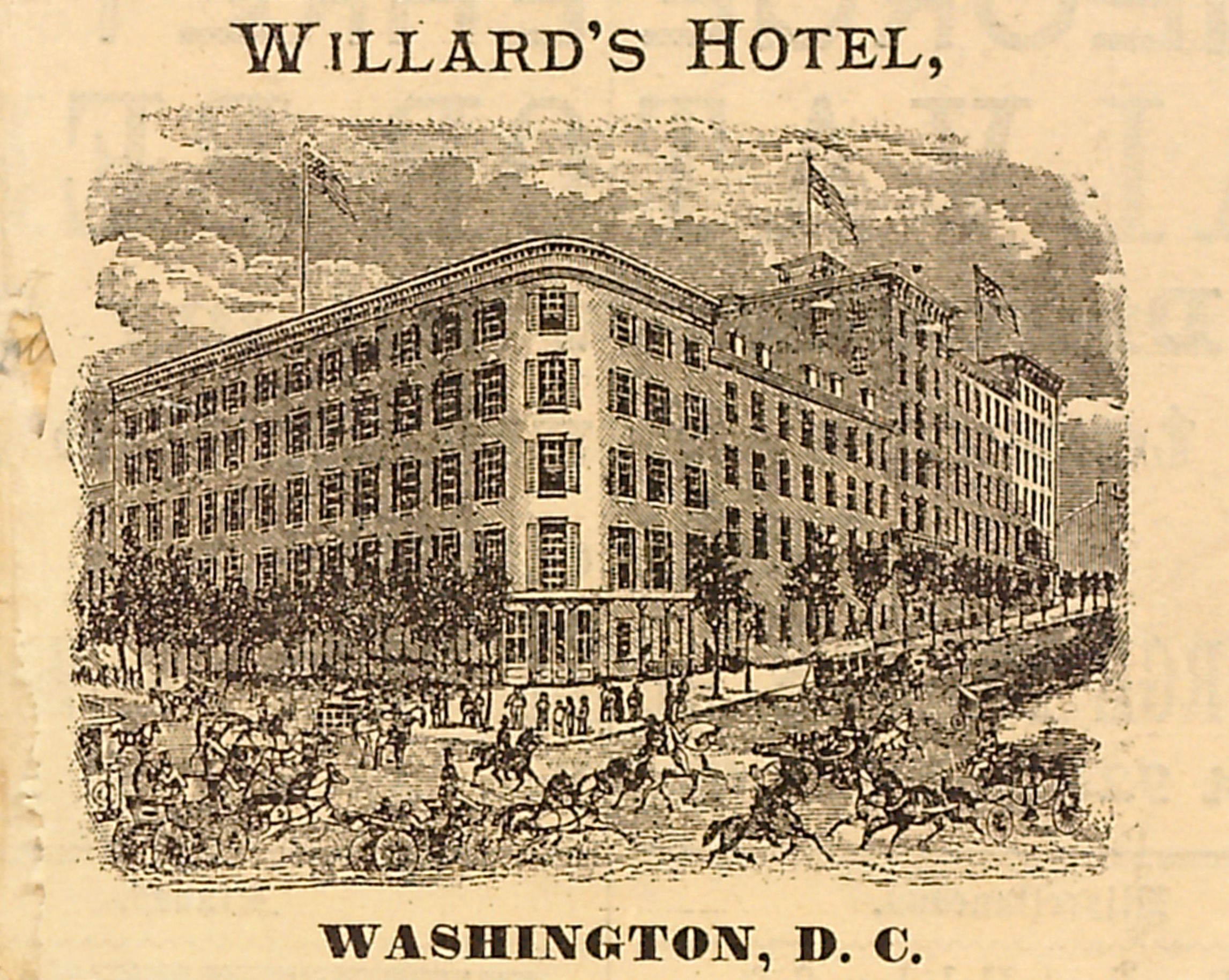
Ort der Konferenz, das Willard’s Hotel in Washington D.C.

Die Friedenskonferenz von 1861 war eine Zusammenkunft 131 führender US-amerikanischer Politiker im Februar 1861, am Vorabend des Sezessionskriegs. Sie hatte das Ziel, einen Kompromiss in den die Nation spaltenden Fragen der Sklaverei zu erreichen und eine Sezession der Südstaaten abzuwenden. Der wenige Monate zurückliegende Sieg des Republikaners Abraham Lincoln in der Präsidentschaftswahl von 1860 hatte eine hektische politische Aktivität zur Folge gehabt. In vielen der Südstaaten waren Wahlen zu special conventions abgehalten worden, die über die Sezession entscheiden sollten. In beiden Häusern des Kongresses hatte es Anstrengungen gegeben, die offenen Fragen bezüglich der Sklaverei beizulegen. Die Konferenz war der letzte Versuch der einzelnen Bundesstaaten, doch noch zu einer Einigung zu kommen. Da sich sieben Staaten des Deep South bereits zur Sezession entschlossen hatten, fokussierten sich die Bemühungen auf die acht Sklavereistaaten des Upper South und Border South mit Virginia und Kentucky als den wichtigsten.

## Vorgeschichte
Im Dezember 1860 trat der 36. Kongress zu seiner zweiten und letzten Sitzungsperiode zusammen. Im Repräsentantenhaus traf sich das „Komitee der 33“ mit je einem Mitglied aus jedem Bundesstaat unter Vorsitz des Republikaners Thomas Corwin aus Ohio. Im Senat legte der Whig-Politiker John J. Crittenden aus Kentucky, der als unionistischer Kandidat gewählt worden war, seinen Entwurf zum sogenannten Crittenden-Kompromiss vor, der sechs neue Zusatzartikel zur Verfassung der Vereinigten Staaten vorsah, die seiner Hoffnung nach alle umstrittenen Punkte adressieren würden. Die Hoffnungen, besonders in den Grenzstaaten, waren groß, dass der vor der Neuzusammensetzung stehende Kongress eine erfolgreiche Einigung erzielen konnte, bevor die Republikanische Administration ins Amt käme.
Crittenden’s Vorschläge wurden von einem besonders ausgewählten Komitee des Senats aus 13 Mitgliedern debattiert. Sie sahen unter anderem eine Erweiterung des Missouri-Kompromisses auf die westlichen Territorien vor, was sie in direktem Widerspruch Lincolns Wahlplattform von 1860 und zu dessen persönlichen Absichten brachte. Der Kompromiss wurde von dem 13er-Komitee am 22. Dezember mit 7 zu 6 Stimmen abgelehnt. Crittenden brachte ihn später direkt in den Senat ein und strebte in dieser Frage ein landesweites Referendum an, doch der Senat lehnte diesen Vorstoß am 17. Januar ebenfalls ab, mit 25 zu 23 Stimmen.
Eine abgewandelte Version von Crittendens Plan, die besser auf die Wünsche der Republikaner zugeschnitten sein sollte, wurde von einem ad hoc zusammengestellten Komitee von 14 Kongressleuten aus dem unteren Norden und dem oberen Süden in mehreren Treffen zwischen dem 28. Dezember und dem 4. Januar erwogen. Dieses Komitee wurde wiederum von Crittenden geleitet und umfasste noch andere südliche Unionisten wie John A. Gilmer aus North Carolina, Robert H. Hatton aus Tennessee, J. Morrison Harris aus Maryland und John T. Harris aus Virginia. Der so erarbeitete sogenannten Grenzstaaten-Plan, der anders als Crittendens ursprünglicher Plan keine Erweiterung der Sklaverei auf noch einzurichtende Territorien vorsah, wurde vom House am 7. Januar abgelehnt.
Am 14. Januar erklärte das 33er-Komitee des Repräsentantenhauses, dass seine Abstimmung eine Mehrheit zugunsten eines Zusatzartikels ergeben hätte, die Sklaverei dort, wo sie schon existierte, bestehen zu lassen und das New Mexico Territory umgehend als neuen Sklavereistaat in die Union aufzunehmen. Dies hätte den Missouri-Kompromiss de facto auf alle schon existierenden Territorien ausgeweitet.
Ein vierter Vorschlag kam aus Virginia. Der frühere Präsident John Tyler, nun ein Bürger Virginias, der nach wie vor großen Anteil am Schicksal der Nation nahm, war zum Sondergesandten Virginias bei Präsident James Buchanan ernannt worden und sollte diesen auffordern, den status quo betreffs der schon in Sezession befindlichen Staaten aufrechtzuerhalten. Tyler wurde später in die special convention Virginias über den Austritt aus der Union gewählt. Er glaubte, dass eine letzte gemeinsame Anstrengung unternommen werden sollte, die Union zu erhalten, und rief in einem am 17. Januar publizierten Dokument zu einer gemeinsamen Convention der sechs freien und sechs Sklavenstaaten in der Grenzregion auf. Virginias Gouverneur John Letcher hatte zuvor schon einen ähnlichen Aufruf an die Staatslegislative gerichtet und erklärte sich nun zur Ausrichtung der Convention bereit. Corwin willigte ein, eine finale Abstimmung im Repräsentantenhaus über seinen Plan solange aufzuschieben, bis die Convention zu einem Abschluss gekommen war.

## Die Konferenz
Die Konferenz wurde am 4. Februar im Willard’s Hotel in Washington eröffnet. Alle sieben Staaten des Deep South hatten bereits die Sezession beschlossen und hatten mit den Vorbereitungen zur Bildung einer neuen Regierung in Montgomery, Alabama begonnen. Zur selben Zeit, als Tyler, der die Konferenz leiten sollte, seine Eröffnungsworte an die Delegierten richtete, hisste seine Enkelin in Montgomery die Flagge für die dortige Konferenz. Neben den Staaten des Deep South entsandten Arkansas, Michigan, Wisconsin, Minnesota, Kalifornien und Oregon keine Delegierten nach Washington. 14 freie und sieben Sklavereistaaten waren vertreten. Unter den Delegierten waren James A. Seddon und William Cabell Rives aus Virginia, David Wilmot aus Pennsylvania, Reverdy Johnson aus Maryland, William P. Fessenden und Lot M. Morrill aus Maine, James Guthrie aus Kentucky, Stephen T. Logan aus Illinois, Alvan Cullom aus Tennessee und Thomas Ewing sowie Salmon P. Chase aus Ohio. Viele der Delegierten hatten echte Hoffnungen auf einen Erfolg, aber viele andere von beiden Seiten des Spektrums waren schlicht als Beobachter im Dienste der von ihnen vertretenen Interessen gekommen. Da viele der 131 Delegierten als Elder Statesmen qualifiziert waren, darunter sechs ex-Kabinettsminister, 19 ex-Gouverneure, 14 frühere Senatoren, 50 frühere Repräsentanten, zwölf Richter der Supreme Courts von Bundesstaaten und ein früherer Präsident, wurde das Treffen häufig als Old Gentleman’s Convention verspottet.
Am 6. Februar wurde ein separates Komitee gebildet, das einen Entwurf für eine Entscheidungsvorlage erarbeiten sollte. Jeder der vertretenen Staaten wurde mit einem Mitglied beteiligt, den Vorsitz führte James Guthrie. Die gesamte Konferenz dauerte drei Wochen und ihr Schlussprodukt war ein Vorschlag zu einem sieben Punkte umfassenden Zusatzartikel, der sich nur wenig vom Crittenden-Kompromiss unterschied. Die Schlüsselfrage der Sklaverei in den Territorien wurde mit einer schlichten Erweiterung der Missouri-Kompromiss-Linie zum Pazifik adressiert, ohne eine Aussage über neu einzurichtende Territorien zu machen. Dieser Teil des Vorschlages wurde mit den Stimmen von 9 zu 8 Staaten beschlossen.
Weitere Punkte des vorgeschlagenen Zusatzartikels betrafen die notwendige Zustimmung zum Erwerb neuer Territorien durch eine Mehrheit sowohl der Sklaverei- als auch der freien Staaten; ein Verbot für den Kongress zur Verabschiedung von Gesetzen, die den Status der Sklaverei dort, wo sie bereits bestand, tangierten; ein Verbot an die Staatslegislativen zur Verabschiedung von Gesetzen, die Offizielle bei der Ergreifung und Rückführung entflohnener Sklaven behindern würden; ein dauerhaftes Verbot externen Sklavenhandels; sowie eine 100-prozentige Kompensation für jeden Sklavenhalter, dessen Sklaven durch illegale Mobs oder Einschüchterung von Offiziellen, die den Fugitive Slave Act umsetzten, befreit worden waren. Die Hauptpunkte des Amendments dürften nur mit Zustimmung aller beteiligten Staaten weiter modifiziert werden.

## Folgen
Der ausgehandelte Kompromiss über die Erweiterung der Sklaverei konnte viele der gegen die Sklaverei eingestellten Republikaner nicht überzeugen. Ebenso wenig wurde die Frage des Schutzes der Sklaverei in den Territorien, die ein Wahlkampfthema für die Demokraten in Nord und Süd gewesen war, adressiert. Die Konferenz schloss zudem nur wenige Tage vor Ablauf der Sitzungsperiode des Kongresses. Der Vorschlag fand im Senat mit 28 zu 7 Stimmen keine Mehrheit und kam im Repräsentantenhaus gar nicht mehr zur Abstimmung. Das vom 33er-Komitee eingereichte Corwin-Amendment, das eine weniger umfassende Verfassungsänderung vorsah, durchlief zwar den Kongress, aber es enthielt in der Sklavereifrage lediglich den Schutz der Sklaverei dort, wo sie schon existierte, und stellte damit aus Sicht Lincolns und der meisten Politiker beider Parteien in dieser Hinsicht keine Änderung am existierenden status quo der Verfassung dar. Ein Gesetzvorschlag für die Aufnahme des New-Mexico-Territoriums als Staat wurde mit 115 zu 71 Stimmen abgelehnt, mit Gegenstimmen sowohl von Southern Democrats als auch von Republikanern.
Mit der Vertagung des Kongresses und der Amtseinführung Lincolns als Präsident blieben informelle Verhandlungen zwischen südlichen Unionisten und Vertretern der neuzubildenden Administration als einzige Möglichkeit, noch zu Kompromissen zu kommen, der Kongress war kein Faktor mehr. Eine letzte Convention der noch in der Union befindlichen Sklavereistaaten, die im Juni 1861 stattfinden sollte, fand wegen der Ereignisse beim Fort Sumter nicht mehr statt. Robert H. Hatton, ein Unionist aus Tennessee der später die Seiten wechseln würde, fasste die Gefühle vieler angesichts der Vertagung des Kongresses zusammen:

“We are getting along badly with our work of compromise – badly. We will break, I apprehend, without any thing being done. God will hold some men to a fearful responsibility. My heart is sick.”